# Tångaberg
Tångaberg is een plaats in de gemeente Varberg in het landschap Halland en de provincie Hallands län. De plaats heeft 445 inwoners (2005) en een oppervlakte van 52 hectare.